# Ruth Teitelbaum
Ruth Teitelbaum (1924–1986) – amerykańska programistka żydowskiego pochodzenia. Członkini pierwszego zespołu programistów ENIAC-a (Elektroniczny, Numeryczny Integrator i Komputer).

## Życiorys

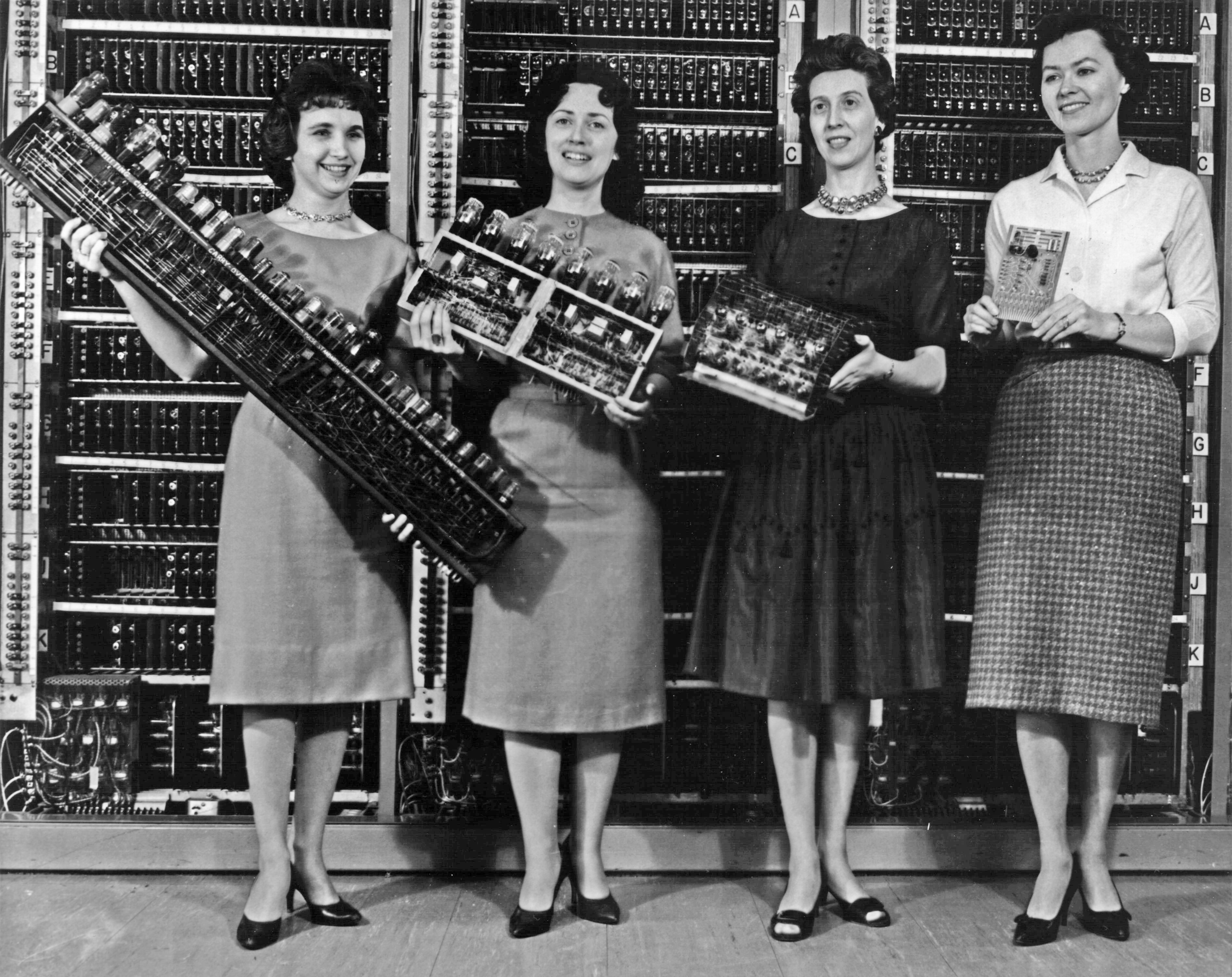
Programistki ENIAC-a

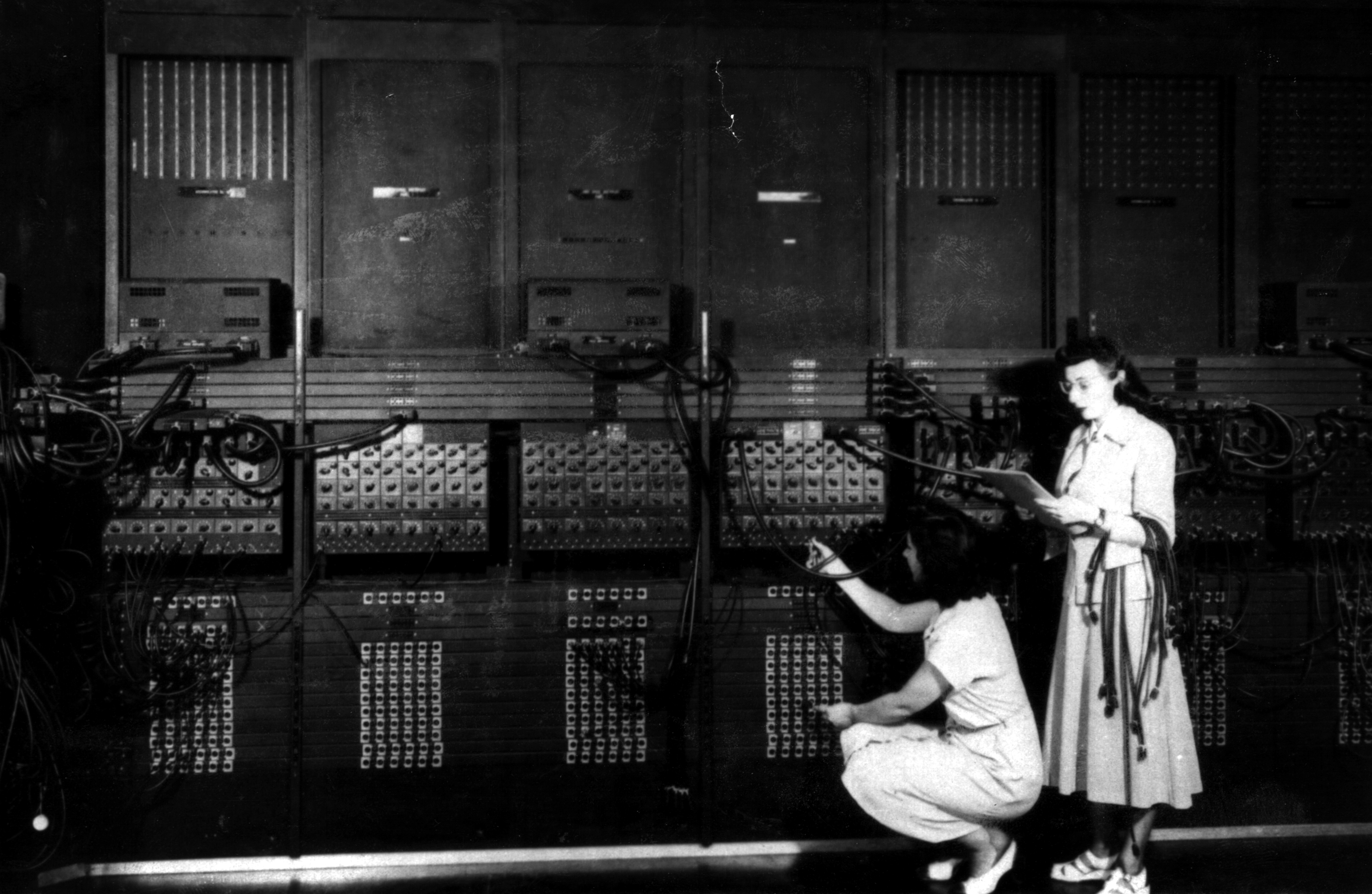
Programistki ENIAC-a: stoi Marlyn Wescoff, kuca: Ruth Lichterman (Ruth Teitelbaum)

Po zdobyciu tytułu licencjata matematyki na Hunter College podjęła pracę w Szkole Inżynierii Moore przy badaniach balistycznych. Osiemdziesięcioosobowy zespół kobiet, wykorzystując technologię analogową, ręcznie obliczał równania trajektorii balistycznej. Kiedy armia USA zdecydowała się ufundować eksperymentalny projekt (w pełni elektroniczny komputer: ENIAC) w ramach tego badania, wyłoniono zespół sześciu kobiet (tzw. analogowych komputerów), którym powierzono rolę programistów. W tym elitarnym gronie znalazła się Ruth Teitelbaum a także Kathleen McNulty Mauchly Antonelli, Jean Jennings Bartik, Frances Snyder Holberton, Marlyn Wescoff Meltzer, Frances Bilas Spence.
Po zakończeniu wojny Teitelbaum przeniosła się do Laboratorium Balistycznego w Aberdeen Proving Ground, gdzie pozostała na dwa lata szkoląc kolejne pokolenie programistów ENIAC-a. Zmarła w Dallas w 1986 roku.

## Upamiętnienie
W 1997 roku została pośmiertnie, wraz z innymi pierwszymi programistami ENIAC-a, uhonorowana w Hali Sław Women in Technology International (WITI). W 2010 ich praca została upamiętniona w filmie dokumentalnym Top Secret Rosies: The Female 'Computers' of WWII w reżyserii LeAnn Erickson.